# Светски куп у биатлону 2012/13 — 5. коло
Пето коло Светског купа у биатлону 2012/13. одржано је од 9. до 13. јануара 2013. године у Руполдингу, (Немачка).

## Сатница такмичења
| Датум      | Време (UTC+1) | Дисциплина                    |
| ---------- | ------------- | ----------------------------- |
| 9. јануар  | 18:15         | штафета 4 х 6 км, жене        |
| 10. јануар | 18:15         | штафета 4 х 7,5 км мушкарци   |
| 11. јануар | 18:15         | Спринт 7,5 км, жене           |
| 12. јануар | 18:15         | Спринт 10 км, мушкарци        |
| 13. јануар | 13:00         | Масовни старт 12,5 км, жене   |
| 13. јануар | 15:30         | Масовни старт 15 км, мушкарци |

## Резултати такмичења

### Мушкарци
| Дисциплина:                 | Злато:                                                                     | Време                                               | Сребро:                                                                                | Време                                               | Бронза:                                                                       | Време                                                     |
| Спринт 10 км детаљи         | Мартен Фуркад · Француска                                                  | 23:51,5 (0+0)                                       | Јевгениј Устјугов · Русија                                                             | 24:07,9 (0+0)                                       | Андреј Маковејев · Русија                                                     | 24:24,5 (0+0)                                             |
| Масовни старт 15 км details | Мартен Фуркад · Француска                                                  | 36:27,7 (0+0+0+0)                                   | Дмитриј Малишко · Русија                                                               | 36:28,2 (1+0+0+0)                                   | Емил Хегле Свендсен · Норвешка                                                | 36:38,3 (0+1+1+0)                                         |
| Штафета 4 x 7,5 км детаљи   | Француска · Симон Фуркад · Жан Гијом Беатрис · Алексис Беф · Мартен Фуркад | 1:13:11,2 (0+0) (1+0) (1+0) (0+0) (1+0) (0+0) (0+0) | Норвешка · Lars Helge Birkeland · Тарјеј Бе · Henrik L'Abee Lund · Емил Хегле Свендсен | 1:13:20,6 (0+0) (0+0) (3+0) (1+0) (0+0) (1+0) (3+0) | Аустрија · Зимон Едер · Фридрих Пинтер · Доминик Ландертингер · Кристоф Зуман | 1:13:20,9 (0+0) (2+0) (2+0) (1+0) (0+0) (1+0) (3+0) (0+0) |

### Жене
| Дисциплина:                  | Злато:                                                                      | Време                                         | Сребро:                                                                            | Време                                         | Бронза:                                                                              | Време                                                     |
| Спринт 7,5 км детаљи         | Миријам Геснер · Немачка                                                    | 20:57,2 (0+1)                                 | Дарја Дормачева · Белорусија                                                       | 21:04,3 (0+1)                                 | Кајса Мекерејнен · Финска                                                            | 21:14,7 (1+0)                                             |
| Масовни старт 12,5 км детаљи | Тора Бергер · Норвешка                                                      | 37:14,4 (0+0+1+0)                             | Дарја Дормачева · Белорусија                                                       | 37:41,1 (1+0+1+0)                             | Олга Зајцева · Русија                                                                | 37:52.2 (0+0+0+1)                                         |
| Штафета 4 x 6 км детаљи      | Норвешка · Хилде Фене · Ан Кристин Флатланд · Синеве Солемдал · Тора Бергер | 1:08:13,2 (0+0) (0+2) (0+1) (0+0) (0+0) (0+0) | Русија · Јекатерина Глазирина · Олга Виљухина · Јекатерина Шумилова · Олга Зајцева | 1:09:07,9 (0+0) (0+0) (0+0) (0+1) (0+0) (0+0) | Чешка · Вероника Виткова · Габријела Соукалова · Кристина Черна · Вероника Зваричова | 1:10:05,0 (0+2) (0+1) (0+0) (0+0) (0+2) (0+1) (0+3) (0+2) |